# Présilly, Haute-Savoie
Présilly este o comună în departamentul Haute-Savoie din sud-estul Franței. În 2009 avea o populație de 679 de locuitori.

## Evoluția populației
| An        | 1975 | 1982 | 1990 | 1999 | 2006 | 2009 |
| --------- | ---- | ---- | ---- | ---- | ---- | ---- |
| Populație | 418  | 474  | 562  | 622  | 655  | 679  |